# Ahkello Witherspoon
James Ahkello Elec Witherspoon (Oak Park, 21 marzo 1995) è un giocatore di football americano statunitense che milita nel ruolo di cornerback per i Los Angeles Rams della National Football League  (NFL).

## Carriera

### San Francisco 49ers
Witherspoon al college giocò a football con i Colorado Buffaloes dal 2014 al 2016. Fu scelto dai San Francisco 49ers nel corso del terzo giro (66º assoluto) del Draft NFL 2017. Debuttò come professionista subentrando nella gara del quinto turno contro gli Indianapolis Colts mettendo a segno un tackle. Dopo una partenza lenta nel primo mese di gioco, strappò il ruolo di titolare a Rashard Robinson nel corso della stagione. Il 29 ottobre Witherspoon fece registrare il primo intercetto in carriera su Carson Wentz dei Philadelphia Eagles. La sua stagione da rookie si concluse con 32 tackle, un fumble forzato e 2 intercetti in 12 presenze, 9 delle quali come titolare.
Il 2 febbraio 2020 Witherspoon scese in campo nel Super Bowl LIV in cui i 49ers furono sconfitti per 31-20 dai Kansas City Chiefs.

### Seattle Seahawks
Il 16 marzo 2021 Witherspoon firmò con i Seattle Seahawks un contratto annuale del valore di 4 milioni di dollari.

### Pittsburgh Steelers
Dopo non avere convinto nelle gare di pre-stagione, Witherspoon il 3 settembre 2021 fu scambiato con i Pittsburgh Steelers per una scelta del quinto giro del Draft NFL 2023.

### Los Angeles Rams
Il 29 giugno 2023 Witherspoon firmò con i Los Angeles Rams.
Nel penultimo turno della stagione 2024, con i Rams in vantaggio di 4 punti e gli Arizona Cardinals giunti a 5 yard dalla end zone negli ultimi secondi della partita, Witherspoon mise a segno l'intercetto decisivo su Kyler Murray che diede la vittoria alla sua squadra.

## Palmarès
- National Football Conference Championship: 1

San Francisco 49ers: 2019